# Скребець Василь Олексійович
Василь Олексійович Скребець (24 червня 1949, село Зеленівка, Бахмацький район, Чернігівська область) — 28 січня 2016 року) — видатний український психолог, доктор психологічних наук, професор, академік Української академії наук, Відмінник освіти України, Заслужений працівник освіти України. Фундатор вітчизняної екологічної психології, засновник наукової школи екологічної психології на Чернігівщині.
Життєве кредо: «Життя прожить — не поле, а державу перейти і себе не загубить, та в ньому кредо своє віднайти. З віднайденого в житті собі беру лиш необхідне, а решту віддаю людям».

## Життєпис
Народився 24 червня 1949 року в селі Зеленівка Дмитрівського (нині Бахмацького району) Чернігівської області. Дитинство пройшло в селі Курінь, що неподалік від гетьманської столиці Батурина під Бахмачем, у сім'ї механізатора. У 1965 році закінчив 9-річну Курінську середню школу Бахмацького району, після чого вступив до Прилуцького педагогічного училища. У 1969 році закінчив училище з відзнакою. Згодом поїхав працювати вчителем трудового навчання у далеку сільську школу на Київщині.
Упродовж 1969—1971 років служив у лавах збройних сил СРСР (Московський округ ПВО). Під час служби був комсоргом роти у віддаленій військовій частині. Один із комсомольських форумів був присвячений знайомству з Московським державним університетом імені М. В. Ломоносова. Саме тоді юнак вирішив отримати професію психолога.
Успішно вступивши на факультет психології Московського державного університету імені М. В. Ломоносова за спеціальністю «Психологія», у 1977 р. закінчує його, отримавши кваліфікацію «Психолог. Викладач психології». Після чого за направленням їде працювати до міста Волгоград (Росія).

## Освіта
- Прилуцьке педагогічне училище
- Московський державний університет імені М. В. Ломоносова

## Трудова діяльність
Стаж трудової діяльності вченого складає 50 років, з них майже 40 років присвячено науковій роботі.
- 1977—1981 рр. — клінічний відділ Науково-дослідного інституту гігієни, токсикології та профпатології (м. Волгоград), молодший науковий співробітник;
- 1981 р. — проблемна науково-дослідна лабораторія Волгоградського державного інституту фізичної культури, старший науковий співробітник;
- 1981—1991 рр. — проблемна науково-дослідна лабораторія Волгоградського державного інституту фізичної культури, завідувач лабораторії;
- 1991—1996 рр. — Чернігівський державний педагогічний інститут імені Т. Г. Шевченка, доцент кафедри хімії;
- 1996—1998 рр. — Чернігівський обласний інститут післядипломної педагогічної освіти, доцент кафедри психології;
- 1998—2007 рр. — Чернігівський обласний інститут післядипломної педагогічної освіти, декан факультету перепідготовки, завідувач кафедри психології;
- 2007—2016 рр. — Чернігівський національний педагогічний університет імені Т. Г. Шевченка, професор, завідувач кафедри екологічної психології та психічного здоров'я.

## Наукові здобутки
- 1987 р. — захист кандидатської дисертації на тему «Индивидуально-психологические особенности старших школьников в связи с их физической подготовленностью и профориентацией» за спеціальністю 19.00.01 — загальна психологія (диплом ПС № 001855, 28.10.1987 р.);
- 1991 р. — присвоєно вчене звання старшого наукового співробітника за спеціальністю «Загальна психологія» (атестат СН № 069047, 03.04.1991 р.);
- 2006 р. — захист докторської дисертації на тему «Особливості екологічної свідомості в умовах наслідків техногенної катастрофи» за спеціальністю 19.00.01 — загальна психологія, історія психології (диплом ДД № 005649, 15.02.2007 р.);
- 2011 р. — присвоєно вчене звання професора кафедри екологічної психології та психічного здоров'я (атестат 12ПР № 007118).

Найсуттєвішим науковим здобутком Скребця В. О. є те, що він одним з перших в Україні став розбудовувати новий напрям психологічної науки — екологічну психологію, опрацьовуючи загальнотеоретичні та методологічні основи екопсихології. Навчальний посібник «Екологічна психологія» (1998)
був першим з цієї галузі знань в Україні. В ньому викладена авторська концепція, що складалася у процесі багаторічного емпіричного й теоретичного дослідження адаптогенезу екологічної свідомості населення, яке постраждало від наслідків Чорнобильської катастрофи.
Сьогодні у цьому напрямі захищаються дисертації, виконуються магістерські і дипломні роботи, пишуться курсові й реферативні студентські дослідження не тільки в Чернігові, а й в інших регіонах України та країнах дальнього і ближнього зарубіжжя.
Василем Олексійовичем Скребцем створено кафедру екологічної психології та психічного здоров'я (2007) (Національний університет «Чернігівський колегіум» імені Т. Г. Шевченка). На сьогодні при кафедрі діє лабораторія еколого-психологічних досліджень імені В. О. Скребця.
На Чернігівщині професором Скребцем В. О. започатковану наукову школу екопсихології. Наразі його учні та послідовники активно розвивають ідеї засновника школи (І. І. Шлімакова, Ю. В. Борець, О. О. Буковська, О. Л. Гірченко, В. А. Дяченко, Д. Е. Дубініна, І. А. Мунасипова-Мотяш та ін.).

## Наукові праці
Автор понад 150 наукових та навчально-методичних праць, серед них: Монографії:
- «Психологічна феноменологія екологічної катастрофи (на матеріалах Чорнобильської катастрофи» (1998, у співавторстві)[13];
- «Екологічна психологія у віддалених наслідках екотехногенної катастрофи» (2004)[14];
- «Концептуальні засади побудови регіональної моделі екологічної освіти і виховання учнівської молоді» (2006).

Навчальні посібники:
- «Екологічна свідомість: історичний розвиток, сучасний стан, психологічна діагностика» (1997)[15][16];
- «Екологічна психологія» (1998)[17][18];
- «Основи психодіагностики» (2000, 2003, 2007) (рекомендовано МОН України)[19][20];
- «Екологічна психологія: онкопсихологічний практикум» (2011) (рекомендовано МОН України)[21].

Підручники:
- «Екологічна психологія» (2014, у співавторстві) (рекомендовано МОН України).

Авторські діагностичні методики:
- Методика «Незавершені речення екологічного спрямування» (НРЕС);
- Тест «Екоціннісні диспозиції» (ТЕД-М25);
- Методика діагностики складових буденної свідомості «Здоровий глузд, мораль і право»;
- Методика діагностики суб'єктивного відчуття впливів (СВВ);
- Опитувальник чутливості до впливів (ОЧВ) (В. О. Скребець, І. І. Шлімакова);
- Методика Р4С (розум, сила, серце, спокій, секс).

## Нагороди
- Почесна грамота управління освіти і науки Чернігівської обласної державної адміністрації (1995, 1997, 1999);
- Почесна грамота Чернігівської обласної державної адміністрації (1999);
- Почесна грамота Міністерства освіти України (2000);
- Нагрудний знак «Відмінник освіти України» (2003);
- Лауреат премії Української академії наук (2004);
- Золота медаль Української академії наук (2011);
- Почесне звання «Заслужений працівник освіти України» (2011).